# Komínský potok
Komínský potok je potok v Jihomoravském kraji v Česku, na území města Brna. Je dlouhý 5,1 km, plocha povodí činí asi 5 km² a vlévá se do Svratky jako levostranný přítok.

## Průběh toku
Potok se orientuje převážně jižním směrem. Pramení v nadmořské výšce 322 metrů na úpatí hory Velká baba v areálu výcvikového zařízení služební kynologie Policie ČR. Pod ním se dostává na území letiště Medlánky, kde podtéká východní dráhu pro modely letadel. Na dolním toku přitéká do zastavěné oblasti městské části Brno-Komín, kde se vlévá do Svratky v nadmořské výšce 205 metrů.

## Galerie

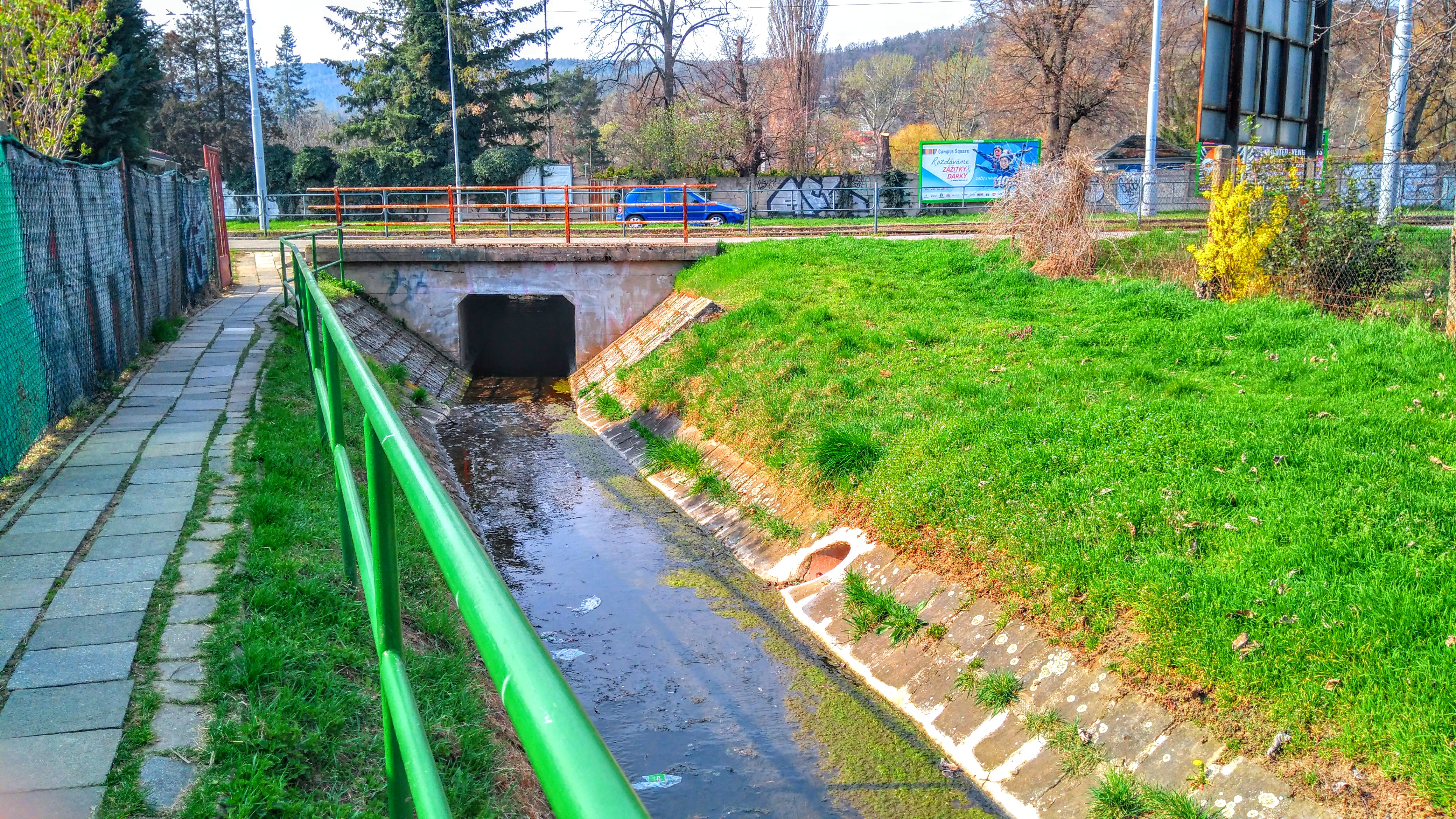
Potok u ulice Kníničská.
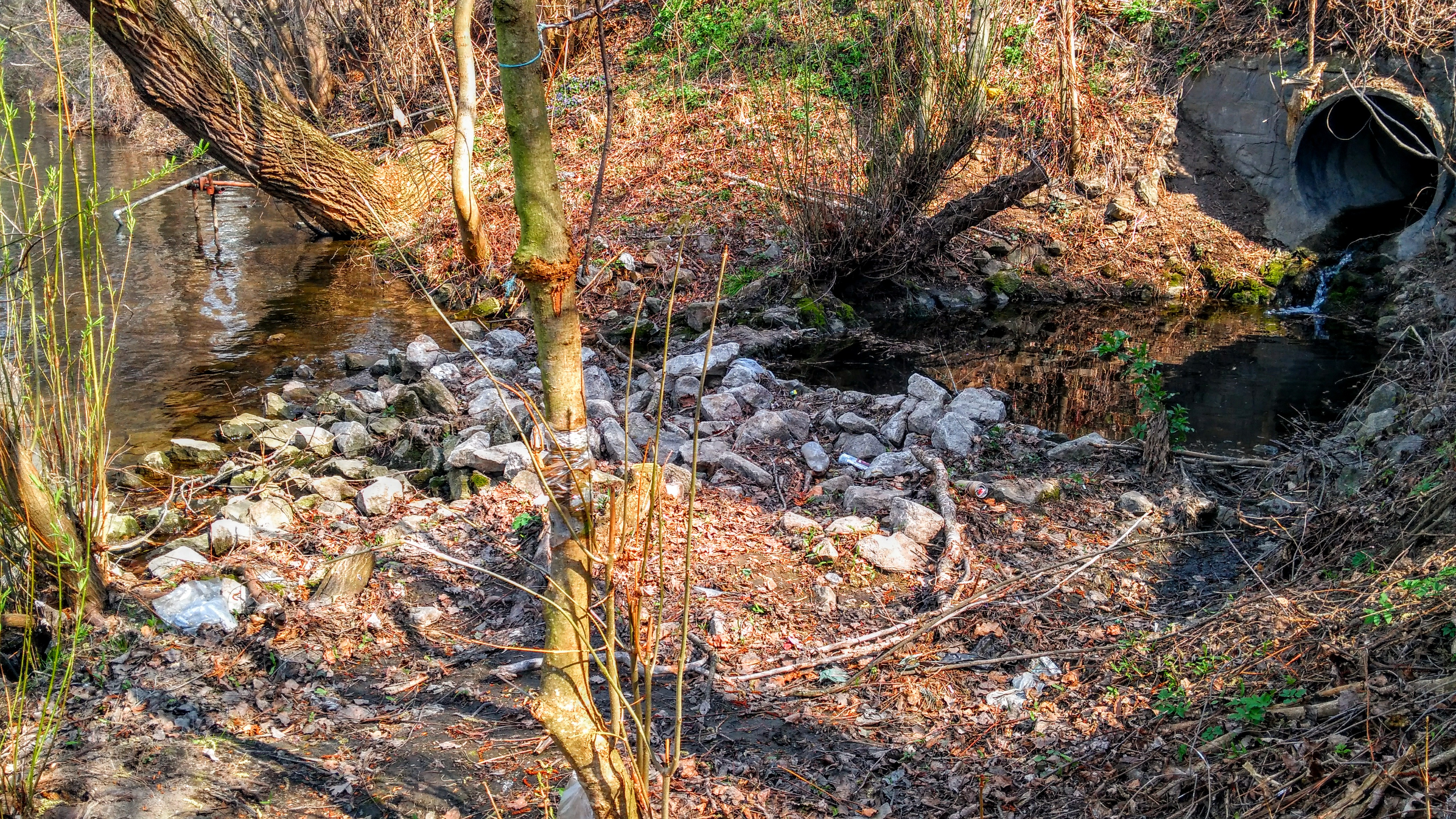
Ústí do Svratky.